# 1107
1107 (MCVII) fue un año común comenzado en martes del calendario juliano.

## Acontecimientos
- 8 de enero: Alejandro I se convierte en Rey de Escocia, tras la muerte de su hermano Edgardo.
- 9 de agosto: El Emperador Toba de Japón asume el trono.

## Nacimientos
- 12 de junio: Emperador Gaozong de Song (m. 1187)
- Enrique II de Austria (m. 1177)

## Fallecimientos
- 8 de enero: Edgardo de Escocia (n. 1074)
- 9 de agosto: Emperador Horikawa de Japón (n. 1079)
- Raimundo de Borgoña, conde de Galicia. Esposo de la reina Urraca I de León y padre de Alfonso VII el Emperador.
- Kilij Arslan I, sultán de Rüm.
- Mi-Fei, pintor, poeta y calígrafo chino (n. 1051)